# Randstad N.V.
Randstad N.V. er et hollandsk multinationalt vikar- og rekrutteringsbureau. Det blev etableret i Holland i 1960 af Frits Goldschmeding og findes i dag i 39 lande. I 2018 var omsætningen på 23,8 mia. Euro. Hovedkontoret er i Diemen og globalt er der i alt 4.861 kontorer.
I Danmark har virksomheden været tilstede siden 1997 gennem datterselskabet Randstad A/S.